# ژرنوویتسه
ژرنوویتسه (به چکی: Žernovice) یک منطقهٔ مسکونی در جمهوری چک است که در شهرستان پراخاتیتسه واقع شده‌است. ژرنوویتسه ۵٫۲۹ کیلومتر مربع مساحت و ۲۳۸ نفر جمعیت دارد و ۶۵۱ متر بالاتر از سطح دریا واقع شده‌است.